# NGC 4270
NGC 4270 este o galaxie lenticulară situată în constelația Fecioara. A fost descoperită în 17 aprilie 1786 de către William Herschel. Se află la o distanță de 23,88 de megaparseci de Pământ.